# 人民黨 (烏克蘭)
人民黨（烏克蘭語：Народна Партія; Narodnaya Partiya）是烏克蘭政黨，原名烏克蘭農業黨（烏克蘭語：Аграрна партія України）。該黨領袖為沃洛迪米爾·利特溫。

## 歷史
1998年議會選舉，該黨贏得兩席（單一選區）議員席次。
2002年議會選舉，該黨成為統一烏克蘭聯盟一員。2006年議會選舉，該黨組成利特溫人民聯盟，僅獲得2.44 %的票數未能奪下席次。2007年議會選舉，該黨再度以利特溫聯盟成員參選，贏得20席。

## 外部連結
- 人民黨網站 （页面存档备份，存于）